# Distrito de Huáchac

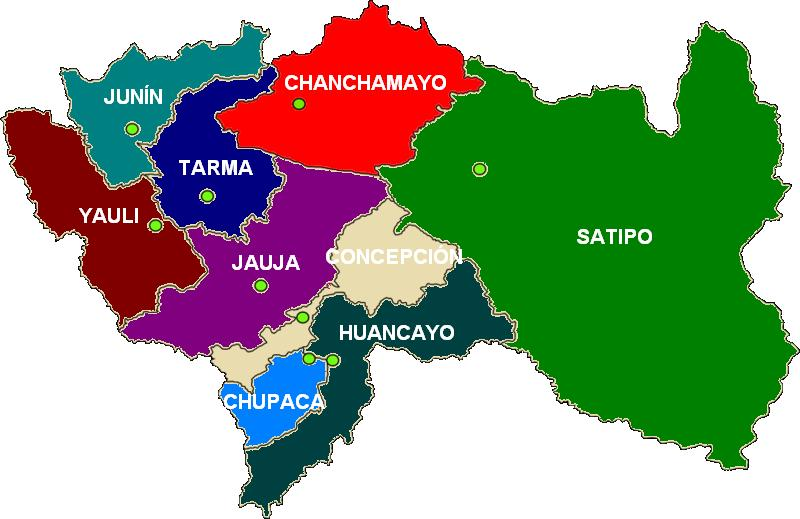
Provincia del Departamento de Junín

El  Distrito peruano de Huáchac es una de los nueve distritos que conforman la Provincia de Chupaca, en el Departamento de Junín,denominado la Sucursal del Cielo por el clima y su acogida, esta bajo la administración del Gobierno regional de Junín.  
Limita por el norte con el Distrito de  Manzanares (provincia de Concepción); por el sur con la ciudad de Chupaca (capital de la provincia del mismo nombre); por el este con el Distrito de Sicaya (provincia de Huancayo) y; por el oeste con el Distrito de Chambara (provincia de Concepción). 
Dentro de la división eclesiástica de la Iglesia Católica del Perú, pertenece a la Arquidiócesis de Huancayo ,Vicaria 2 y parroquia Santo Domingo.

## Toponimia
El vocablo Huáchac fue usurpado y proviene del nombre al pueblo Llacuas Huáchac; Huáchac nunca existió como población, solo como zona agrícola que fue invadida por los españoles radicados en Sicaya, luego de haber usurpado territorio a Mito. Huáchac, antes de la fundación de la provincia de Chupaca, pertenecía a la provincia de Huancayo, pero por condiciones geopolíticas y por conveniencia se fue a pertenecer a la provincia de Chupaca.

## Historia
Durante el primer gobierno del Presidente Manuel Prado Ugarteche, fue creado como distrito perteneciente a la provincia de Huancayo el 8 de enero de 1941 por inmigrantes del distrito de Sicaya, y de ahí muchas costumbres y tradiciones similares entre ambos distritos, porque las familias son descendientes de los españoles radicados en Sicaya, Cuando Chupaca se hizo provincial, la población de Huáchac decidió pasar a pertenecer a Chupaca por la cercanía con la nueva provincia.
Cuando los españoles llegaron al Hatun Xauxa, estos le cambiaron de nombre a Jauja y fundaron el primer convento, Santa Fe de Jauja, Luego en su trayecto al sur se acentuaron en Sicaya por ser una zona no poblada, donde fundan el Segundo Convento de Santo Domingo de Guzmán. Una vez establecidos estos, aprovecharon para convertirse en Distrito, usurpando territorio a Mito.
Estos españoles establecidos en Sicaya buscan un acercamiento con los de la margen izquierda del Valle del Mantaro para traicionar a los incas, que ya estaban establecidos en Yawyos.
En la actualidad Sicaya pertenece hasta el Río Cunas, lindero con Chupaca. Así mismo, toma como linderos el pueblo de Llacuas Huáchac hoy Manzanares, donde los españoles o sicainos se trasladaban hasta el manantial de Punchaw Alto para llevar agua con burros, mulas y caballos. 
Estos mismos se apoderaron de tierras y se fueron quedando en sus terrenos. 
Recién en 1941 los sicainos que se iban quedando en sus tierras crean el distrito de Huáchac, usurpando el nombre al Pueblo de LLacuas Huáchac, hoy Distrito de Manzanares. Dicho territorio agrícola pertenecía a Sicaya, provincia de Huancayo, y limitaba por el lado norte con el Distrito de Mito que pertenecía a Hatun Xauxa, que a la llegada de los españoles fue cambiado de nombre a Jauja.
En tiempos anteriores Huáchac no existía, todo era terreno agrícola; hasta que los pobladores españoles sicainos fueron poblando dicha zona debido a las dificultades y el tiempo de trasladarse hasta Sicaya, se fueron quedando en sus tierras. De ahí sus apellidos: Gutarra, Villanueva, Maravi, Garagatti, Gutiérrez, Lindo y Navarro entre otros. Una vez constituidos como Distrito, la Comunidad de Sicaya les dona sus terrenos, Pamparca, Huayao y a su patrón Santo Domingo de Guzmán. 
Por tal razón se celebra en Huáchac la Octava de Sicaya al santo patrón, «Santo Domingo de Guzmán».
Además, hasta la actualidad Sicaya practica la costumbre española la corrida de toros de muerte. Así mismo apoyaron a sus descendientes de Huáchac para construirle su Coliseo de Toros para que sigan practicando la costumbre española. 
Los españoles radicados en la zona agrícola que luego se hizo llamar Huáchac, nunca permitió sentirse menos que los campesinos, por ello que Huáchac nunca fue comunidad campesina y tomó por asalto a los anexos de Markatuna, huayao, Antapampa y Orcuncruz para convertirlos en sus anexos y Huáchac pasar a ser Distrito.

## Geografía
Latitud: 12°1′13.98″ S; Longitud: 75°20′28.4″ O. El distrito de Huáchac está ubicado a 3275 m s. n. m. y a 290 km de la capital del Perú, Lima, a 22 km al noroeste de la ciudad de Huancayo. 
Todo el territorio que hoy posee fue donado por los españoles asentados en Sicaya, luego que estos territorios fueron usurpados al Distrito de Mito y que estos a su vez pertenecían al Hatun Xauxa adscritos al dominio Yauyo, que eran gobernados por los Warochiri. 
Bajo su jurisdicción se ubican 6 anexos: Antapampa chico, Antapampa grande, Chalhuas, Huayao, Marcatuna y Orconcruz.

## Población
Huáchac tiene una población de 3 738 habitantes, según datos del Instituto Nacional de Estadística e Informática (INEI). De este total 1 960 son mujeres y 1 778 son hombres.Por lo tanto, el 47,57% de la población son hombres y el 52,43% son mujeres. 
Todas las familias que habitan en Huáchac son descendientes de Sicaya, de sangre española, como ejemplos tenemos las familias Maravi, Lindo, Gutiérrez, Villanueva, Garagatti, Gutarra, etc. 
El distrito está integrado por territorio donado por las autoridades de Sicaya durante su creación de distrito, recién en 1941, en su mayoría territorio agrícola. Los pocos profesionales y técnicos que se generan en Huáchac emigran hacia la ciudad de Huancayo, donde les ofrecen condiciones laborables aceptables, aunque algunos jóvenes profesionales prefieren trabajar en su mismo distrito como es el caso de los graduados en enfermería, que laboran en el hospital de Huáchac, y profesores que trabajan en el centro educativo de primaria 30074, y en el colegio nacional "Santa Rosa". 
Hay también cierto desarrollo agroindustrial, aunque de una manera muy artesanal y rudimentaria, como el caso de la elaboración de productos lácteos (yogur, quesos, mantequilla, leche pasteurizada, etc.) y algún taller de metal-mecánica (ventanas y puertas de hierros) y talleres de ebanistería; la crianza netamente comercial de cuyes, abejas apicultura, incluso caracoles (gracias al boom comercial de la baba de caracol).

## Autoridades

### Municipales
- 2019 - 2022 
  - Jaime Cueva Fernández
- 2015 - 2018[2]
  - Alcalde: Fidencio Edmundo Vílchez López, Movimiento Juntos por Junín (N).
  - Regidores: Nelly Francisca Melgar Cerrón (N), Henry Wilian Aliaga Cuadros (N), Héctor Lazo Payano (N), Edgar Teófanes Lizano Cerrón (N), Avencio Vicente Díaz Mosquera (Junín Sostenible con su Gente).
- 2011 - 2014[3][4]
  - Alcalde: José Luis Munive Cerrón, del Movimiento Independiente Fuerza Constructora (FC).
  - Regidores: Blanca Isabel Gutiérrez Baquerizo (FC), Pelayo Tapia Quispe (FC), Jhonson Humberto de la Cruz Villaverde (FC), Judith Mariela Vílchez Soberanes (FC), Félix Hermías Chuquichaico Inga (Fuerza 2011).
- 2007 - 2014
  - Alcalde: Félix Hermías Chuquichaico Inga.

### Policiales
- Comisaría de Chupaca
  - Comisario: Cmdte. PNP. Manuel Chuquipul.

### Religiosas
- Arquidiócesis de Huancayo[5]
  - Arzobispo de Huancayo: Cardenal. Pedro Barreto Jimeno, SJ.
- Vicaria 2
  - Vicario episcopal: Pbro. Mario Vilcahuamán Castro.
- Parroquia Santo Domingo (enlace roto disponible en Internet Archive; véase el historial, la primera versión y la última).
  - Párroco: Pbro. Rodolfo Paripanca Aycachi

## Educación
- Escuela 30074 "Señor de los Milagros"
- Colegio Nacional "Santa Rosa"

## Festividades
Como en la mayoría de pueblos del valle del Mantaro, Huachac tiene la costumbre compartida. 
- 8 de enero: aniversario de la fundación política del distrito de Huáchac, con ceremonia religiosa y cívica, exhibición y de gustación de platos típicos del distrito preparados por los pobladores y ofrecidos a todos los visitantes.
- Cuaresma: Inicia con la festividad de Miércoles de Ceniza y de ahí se configura los 6 viernes de Cuaresma en procesión por cada barrio del Distrito de Huachac
- Semana Santa: celebrada con misas durante esos días iniciando con Domingo de Ramos donde caminan desde la entrada de huachac hasta la iglesia Matriz Santo Domingo, Lunes Santo, Miércoles de Encuendro donde se separan por pandillas de género de Varones y Mujeres quienes luego hacen un encuentro tradicional, Jueves Santo donde se escenifica la última cena y se elige a doce pobladores para el lavado de Pies, El Viernes Santo es un día de ayuno y penitencia donde se inicia cn una caminata al cerro Cruz se continua con la misa, escenificaciones, procesión y se finaliza el día con el degustamiento libremente de dulces típicos preparados por cada barrio, además el sábado de Gloria se celebra la Feria de la Pachamanca, en que se elabora este plato típico del Valle del Mantaro en grandes cantidades para todos los gustos y paladares; esta semana culmina con la fiesta de Pascua o fiestas de Resurrección donde con una misa de gallo se inicia y luego se hace un compartir entre todos los pobladores de distrito.
- Mayo: fiesta de Las Cruces de Mayo, organizada por los mayordomos designados por la congregación correspondiente;
- 25 de julio: fiesta en honor al Santo Santiago, patrono de los ganaderos, en realidad es una fiesta en honor a la fertilidad de los animales, pero siguiendo las costumbres sicainas, se busca ser mejor que todos, organizando Santiago con banda y orquestas,
- desde el 10 al 15 de agosto: fiesta en honor a su Santo Patrón Santo Domingo, santo donado por los sicainos que contiene festividades de programas organizados por los Piostes, municipalidad y la parroquia Santo Domingo.
- 8 de septiembre: la gran fiesta en honor a la Virgen de Cocharcas, perteneciente al anexo de Marcatuna, teniendo como día central el 8 de septiembre;
- Todos los fines de semana del mes: fiesta en honor a la Virgen de Lourdes, pequeños festejos de un día de duración, generalmente animados por una orquesta típica;
- 1 y 2 de noviembre: Todos los Santos, misas, colocación de ofrendas a los difuntos y elaboración de panes caseros de trigo integral y galletas de harina de maíz blanco, visita al cementerio general del distrito para rendir homenaje a los muertos;
- 24 al 27  de diciembre: Navidad, festejos  con bailes típicos como el Auquish en estas fechas con la participación de las damas del distrito
- 31 de diciembre al 4 de enero: se celebra las fiestas de año nuevo con la danza de los Auquish con la participación de varones del distrito.

También hay gran cantidad de fiestas esporádicas como bautizos, matrimonios, aniversario de instituciones, etc., cuyas características son similares a las fiestas mencionadas.